# 新沃倫斯克
新沃倫斯克（羅馬化：Novovolynsk）是乌克兰西北部沃倫州沃洛德米爾區新沃伦斯克市镇内的城市及该市镇的行政中心，2020年7月18日前为该州的州辖市。該市始建於1950年，面積20平方公里，海拔高度225米，2022年人口数量为49,772人。

## 友好城市
- 法國 格拉斯（2000年8月27日）
- 捷克 比利纳（2000年8月27日）
- 波蘭 奧特沃茨克縣（2003年11月26日）
- 波蘭 赫魯別舒夫縣（2004年11月19日）
- 波蘭 赫魯別舒夫（2004年11月19日）
- 波蘭 比烏戈拉伊（2005年8月28日）
- 波蘭 雷马努夫乡（波兰语：Rymanów (gmina)）（2005年8月28日）
- 立陶宛 凱爾梅（2008年8月30日）
- 波蘭 斯維德尼克（2011年7月）
- 德国 洛伊纳（2011年7月）
- 斯洛伐克 斯特羅普科夫（2019年3月18日）

## 图集

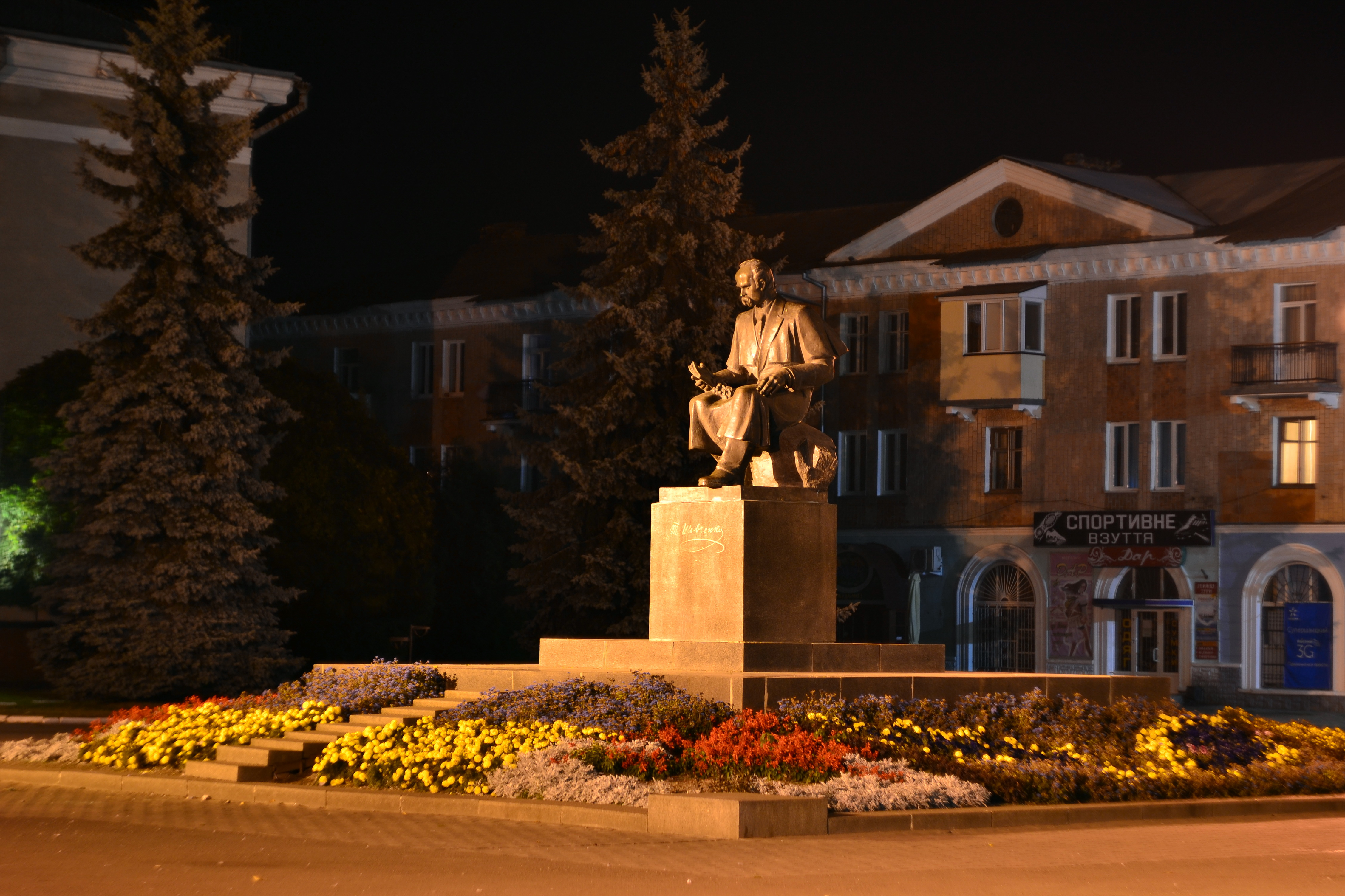

## 來源
1. ↑  周定国 (编). . . 中国对外翻译出版公司. NLC 003756704.[]
2. ↑   (PDF).   [2023-01-04]. （原始内容存档 (PDF)于2022-08-10）.